# Barclays
Barclays PLC – brytyjska firma holdingowa, globalny dostawca usług finansowych działający na wszystkich kontynentach, nadzorowany przez Financial Conduct Authority oraz Prudential Regulation Authority.

## Historia
Historia firmy sięga XVII wieku,  kiedy to powstała spółka Johna Freome'a i Thomasa Goulda zajmująca się finansami złotników i handlarzy. W 1736 James Barclay ożenił się z córką Johna Freome'a, stając się jednocześnie partnerem w spółce. W XVIII wieku spółka przekształciła się w bank, otwierając nowe oddziały na terenie całej Anglii, a także stopniowo przejmując inne banki. W 1905 Barclays Bank przejął Bolithas Bank, w 1916 United Countries Bank, w 1918 Provicional, dzięki czemu stał się jednym z pięciu największych banków w Wielkiej Brytanii. W 1925 Barclays przejął trzy zagraniczne banki: The Colonial Bank (w Indiach), The National Bank of South Africa (w Afryce Południowej) i The Anglo-Egyptian Bank (w Egipcie). W 1926 Barclays posiadał już 1837 oddziałów na terenie całej Wielkiej Brytanii. W 1981 jako pierwszy zagraniczny bank wszedł na rynek amerykański, a pięć lat później (także jako pierwszy zagraniczny bank) na nowojorską i tokijską giełdę papierów wartościowych. W 2006 Barclays przejął Woolwich, jeden z największych banków brytyjskich zajmujących się pożyczkami mieszkaniowymi. W 2008 roku przejął amerykański bank inwestycyjny Lehman Brothers.

## Działalność
Barclays specjalizuje się w kilku liniach biznesowych: Barclaycard, Retail and Commercial Banking, Barclays Capital, Barclays Global Investors, Barclays Wealth, UK Banking.
UK Banking, czyli bankowość detaliczna na terenie Wielkiej Brytanii, dostarcza usług dla klientów indywidualnych i biznesowych. Jest ich łącznikiem z innymi liniami biznesowymi. Obsługuje klientów poprzez darmowe bankomaty, oddziały, telefon, internet i relationship managers, czyli zarządców konta.